# XXI edició dels Premis Ariel
La XXI edició dels Premis Ariel, organitzada per l'Acadèmia Mexicana d'Arts i Ciències Cinematogràfiques (AMACC), es va celebrar el 1979 a Ciutat de Mèxic per celebrar el millor del cinema durant l'any anterior. Durant la cerimònia, l’AMACC va lliurar el premi Ariel a 17 categories en honor de les pel·lícules estrenades el 1978.

## Premis i nominacions
Nota: Els guanyadors estan llistats primer i destacats en negreta. ⭐
| Millor pel·lícula - Cadena perpetua ⭐ - El recurso del método - Anacrusa                                                                                          | Millor direcció - Arturo Ripstein – Cadena perpetua ⭐ - Jaime Humberto Hermosillo – Amor libre - Miguel Littín – El recurso del método                                                   |
| Millor actor - José Alonso – En la trampa ⭐ - Héctor Bonilla – El brazo de oro - Nelson Villagra – El recurso del método                                          | Millor actriu - Adriana Roel – Anacrusa ⭐ - Alma Muriel – Amor libre - Patricia Reyes Spíndola – México Norte                                                                            |
| Millor coactuació masculina - Ernesto Gómez Cruz – Cadena perpetua ⭐ - Narciso Busquets – Cadena perpetua - Bruno Rey – Pedro Páramo - El hombre de la media luna | Millor coactuació femenina - Ana Ofelia Murguía – Cadena perpetua ⭐ - Ana Martín – Los indolentes - Blanca Guerra – Pedro Páramo - El hombre de la media luna                            |
| Millor argument original - Rubén Torres – Los indolentes ⭐ - Pedro F. Miret – El brazo de oro - Luis Alcoriza – En la trampa                                      | Millor guió adaptat - Rubén Torres – Los indolentes ⭐ - Arturo Ripstein, Vicente Leñero – Cadena perpetua - Carlos Enrique Taboada – La guerra santa                                     |
| Millor fotografia - Jorge Stahl Jr. – Pedro Páramo - El hombre de la media luna ⭐ - Jorge Stahl Jr. – Amor libre - Miguel Garzón – Los indolentes                 | Millor edició - Carlos Savage – La guerra santa ⭐ - Ramón Aupart – El recurso del método - Gloria Schoemann – En la trampa                                                               |
| Millor escenografia - Pedro F. Miret, Xavier Rodríguez – Pedro Páramo - El hombre de la media luna ⭐ - José Rodríguez Granada – Amor libre                        | Millor banda sonora - Joaquín Gutiérrez Heras – Los indolentes ⭐ - Nacho Méndez – Amor libre - Leo Brower – El recurso del método'                                                       |
| Millor opera prima - Fernando Vallejo – Crónica roja ⭐ - Diego López Rivera – Niebla                                                                              | Millor ambientació - Guillermo Barclay – Pedro Páramo - El hombre de la media luna ⭐ - José Rodríguez Granada – Amor libre - Pedro García Espinosa - El recurso del método               |
| Millor curtmetratge - Juan Antonio de la Riva – Polvo vencedor del sol ⭐ - Gloria Ribé – Monse - Raúl Busteros – Tres historias de amor                           | Millor curtmetratge documental - Alejandra Islas, Jose Luis Gonzalez – Iztacalco, campamento 2 de octubre ⭐ - Rosa Martha Fernandez – Cosas de mujeres - Diego Sandoval – Está trabajoso |
| Millor curtmetratge educatiu - Paul Leduc – Monjas coronadas ⭐ - Lisskulla Moltke-Hoff – El reto - Víctor Rapaport – Pilcuicatl                                   | Premi especial - Carlos Enrique Taboada La guerra santa ⭐ |